# Operatore di ripresa

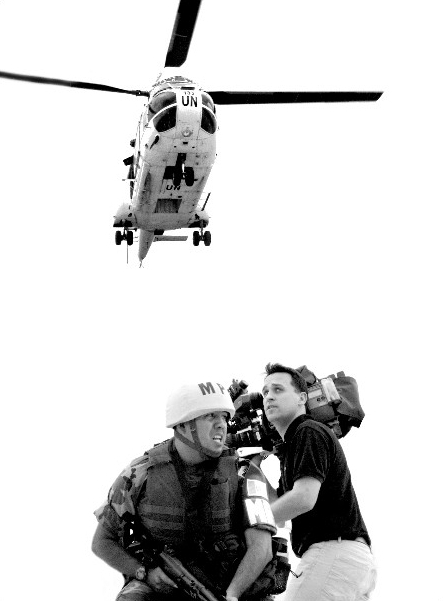
Un operatore video in azione in zona di guerra

L'operatore di ripresa, detto anche operatore video o cineoperatore (in inglese anche cameraman), è la persona che agisce fisicamente sulla telecamera o sulla cinepresa in una produzione televisiva o cinematografica, allo scopo di riprendere e trasmettere o registrare le scene richieste.

## Descrizione
A seconda del tipo e del livello della produzione, l'operatore di ripresa può essere una figura professionale indipendente o anche lo stesso regista o il direttore della fotografia. Nella produzione televisiva è molto frequente il caso di una produzione multicamera con la presenza di più operatori.
Dal punto di vista professionale, la sua figura è a metà tra la competenza tecnica e la sensibilità creativa. Nel momento della ripresa è infatti colui che si trova esattamente nella posizione del punto di vista del film. Pertanto deve interpretare in chiave visiva le richieste del regista e del direttore della fotografia, con la responsabilità di tenere sotto controllo le componenti tecniche della ripresa.

## L'attività di preparazione
In fase di sopralluoghi, l'operatore può studiare le soluzioni tecniche più adatte alle caratteristiche del film. Valuta e propone l'utilizzo dei vari mezzi tecnici come il carrello (in inglese il dolly), la testata remotata, lo steadicam, la macchina a mano.

## Le riprese
Dopo una prima fase di definizione della modalità di ripresa della scena, secondo le indicazioni della regia e del direttore della fotografia, diventa il responsabile del controllo delle varie componenti tecniche, quali:
- la realizzazione dell'inquadratura, verificando che nell'inquadratura non compaiano elementi estranei alla ripresa;
- i tempi e la velocità dei movimenti di macchina e di eventuali azioni (carrelli o dolly).
- la regolazione del diaframma e della messa a fuoco;
- il controllo della continuità artistica e tecnica del materiale ripreso e della sua qualità;
- il controllo dei particolari di recitazione, trucco e luci che potrebbero sfuggire in mancanza di una visione diretta e critica della scena;
- la collaborazione con gli altri reparti alla continuità cinematografica.

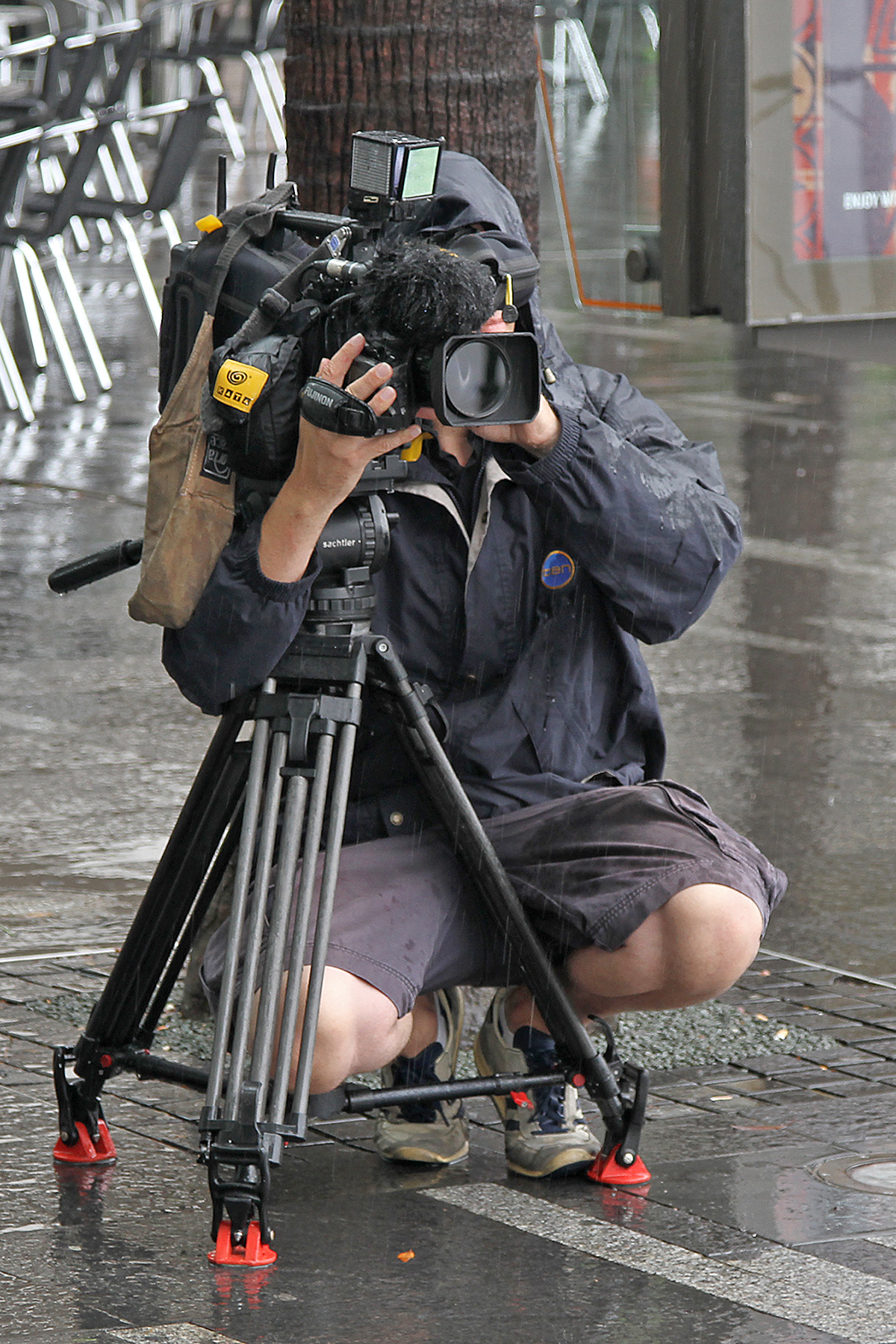
Operatore in Electronic News Gathering

In alcune situazioni produttive, alcuni di questi elementi possono essere tenuti sotto controllo da un eventuale assistente operatore.
Un operatore che lavora in Electronic News Gathering, per esempio, dovrà agire su tutte le regolazioni da solo, mentre in uno studio con più camere la regolazione del diaframma di tutte le telecamere viene effettuata dal controllo camere.